# Cenotafio del cardinale Marino Caracciolo
Il cenotafio del cardinale Marino Caracciolo è un monumento sepolcrale realizzato nel 1540 dallo scultore Agostino Busti, detto il Bambaja, e posto nel duomo di Milano.

## Storia e descrizione
Il monumento fu realizzato per il cardinale Marino Ascanio Caracciolo, cardinale col titolo di Santa Maria in Aquiro e vescovo di Catania, nominato governatore di Milano nella prima metà del XVI secolo: poiché il cardinale fu sepolto nella Cappella Caracciolo del Sole a Napoli, sua città natale, nel duomo di Milano venne realizzato un cenotafio, ovvero un simulacro di sepolcro che non contiene il corpo.
Il monumento fu commissionato ad Agostino Busti, detto il Bambaja; tra i più valenti scultori del tardo rinascimento lombardo che eseguì diversi lavori nel Duomo: oltre al monumento al Caracciolo, nello stesso periodò egli portò infatti a compimento un altare con la storia della Presentazione al Tempio e il monumento al canonico Vimercati.
Il monumento al Caracciolo è per la sua interezza realizzato in marmo nero di Varenna, con eccezione delle statue che ornano la composizione. L'altare è decorato da quattro semicolonne di ordine ionico poggianti su piedistalli: tra le due colonne centrali vi è l'arca con la statua del defunto in abiti pontifici, a cui si aggiungono sullo sfondo cinque statue dei santi Ambrogio, Salvatore, Paolo, Pietro e Gerolamo. L'ordine superiore, di larghezza inferiore, è realizzato a formare un arco che poggia sulle due semicolonne centrali, nel quale è contenuto un medaglione decorato a bassorilievo della Vergine con Bambino: l'ordine superiore è affiancato da due statuette di Angeli.
Alla base dell'urna sepolcrale vi è la seguente iscrizione: